# الهجرة الكبرى (جنوب إفريقيا)

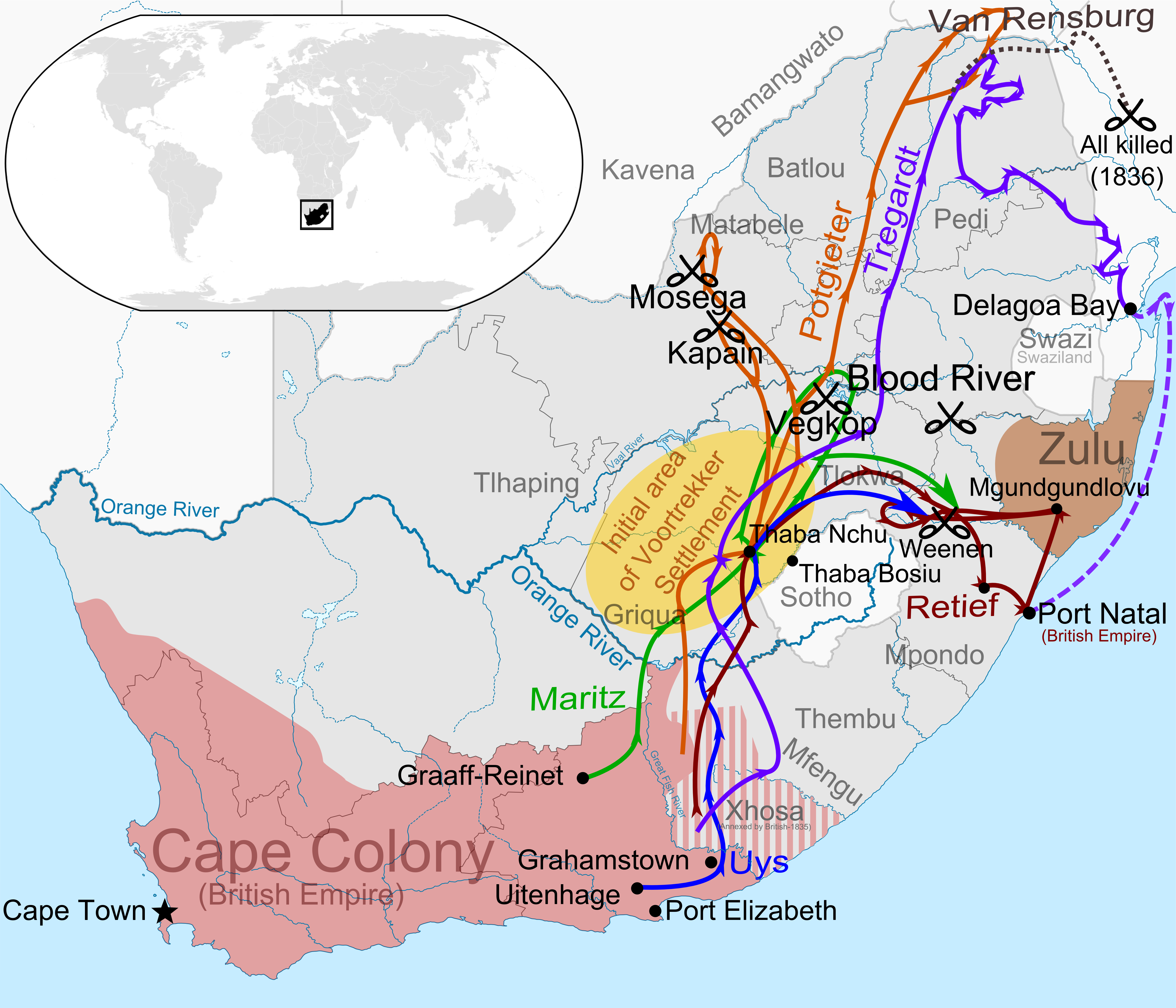
خريطة للموجة الأولى من الرحلة الكبرى (1835-1840) توضح مسارات أكبر أحزاب المهاجرين الاوائل(Voortrekkers) عبر الجنوب الأفريقي.

الهجرة الكبرى(الترك العظيم) كانت حدثًا مهمًا جدًا في تاريخ جنوب إفريقيا واستعماره وهي تصف هجرة مزارعي البوير مع عبيدهم وخدمهم الأفارقة من مستعمرة كيب إلى الشمال والشرق من حوالي 1836 إلى 1845 هربًا من السلطة البريطانية. جاء ذلك بسبب الخلافات في المستعمرة المعروفة باسم مستعمرة كيب بين المستوطنين البريطانيين والأفريكانيين وهم المستوطنين الهولنديين والألمان والفرنسيين في القرن السابع عشر إلى جنوب إفريقيا. نتيجة للخلافات، ابتعد العديد من المزارعين الأفريكانيين عن مستعمرة كيب وأنشأوا مستعمراتهم الخاصة. وكانت هذه خطوة أولى في تأسيس استقلالهم عن بريطانيا وتشكيل دولة خاصة بهم. اطلق على المزارعين فيما بعد اسم Voortrekkers، أو "المهاجرين الأوائل" بالهولندية وبلهجتها الافريقانية ومن ثم اصبحوا معروفين بالبويرز.
أدت هذه الهجرة الاستيطانية إلى صراعات أدت إلى نزوح شعب نديبيلي الشمالي، وصراعات مع شعب الزولو ساهمت في تراجع مملكة الزولو وانهيارها في نهاية المطاف. كما وأدت مباشرة إلى تأسيس العديد من جمهوريات البوير المتمتعة بالحكم الذاتي، وهن جمهورية جنوب أفريقيا (المعروفة أيضًا باسم ترانسفال)، ودولة أورانج الحرة، وجمهورية ناتاليا.

## خلفية
قبل وصول الأوروبيين، كانت قبائل كويسان تسكن رأس الرجاء الصالح، بينما كانت قبائل البانتو لا تزال تهاجر في المنطقة. في عام 1652، أنشأت شركة الهند الشرقية الهولندية (VOC) مستوطنة في منطقة كيب لتجديد أساطيلها في طريقها إلى آسيا. مع مرور الوقت، نمت هذه المستوطنة، وظل موظفو الشركة السابقون، المعروفون باسم "vrijburgers"، يزرعون الأرض لمستودعات المركبات العضوية المتطايرة. كان على سكان "فريجبورغ"(المواطنين الحرين)، الذين حصلوا على إعفاءات ضريبية ودعم، أن يقضوا ما لا يقل عن 20 عامًا في أفريقيا. ساهمت القوى العاملة المتنوعة في شركة VOC، بما في ذلك الألمان والفرنسيين الفرنسيين، في تشكيل أغلبية غيرهولندية بحلول عام 1691. حدث الاستيعاب الثقافي، مع اعتماد اللغة الهولندية والتزاوج المختلط، ولكن ظهرت الانقسامات المجتمعية بين البوير والمزارعين الحدوديين وهولنديي الكيب الأكثر ثراءً. بعد حملة فلاندرز والثورة الباتافية، أصبحت كيب عرضة للنفوذ الفرنسي، مما أدى إلى الاحتلال البريطاني عام 1803 لحماية الطرق البحرية. من عام 1806 إلى عام 1814، كانت كيب تابعة للجيش البريطاني، وكانت ذات أهمية استراتيجية لحركة الملاحة البحرية الهندية. أضفت معاهدة باريس عام 1815 طابعًا رسميًا على السيطرة الإدارية البريطانية على كيب.
في بداية الحكم البريطاني في مستعمرة كيب، التي غطت مساحة 100.000 ميل مربع وكان سكانها أوروبيون في المقام الأول من أصل هولندي، نشأت التوترات بين المستوطنين، وخاصة البوير، والإدارة البريطانية. اعترض البريطانيون على امتلاك البوير للعبيد ومعاملتهم للسكان الأصليين. تصاعدت النزاعات، مما أدى إلى أحداث مثل تمرد سلاتشتر نيك في عام 1815. فرض البريطانيون ضرائب ذاتية على كيب، وهو مفهوم غير مألوف لدى البوير والتجار الهولنديين. أدى الاستخدام الرسمي للغة الإنجليزية، وإعلان حقوق السكان الأصليين، وإلغاء العبودية في عام 1834، إلى زيادة نفور البوير. واجه العديد من البوير، الذين اعتمدوا على السخرة، تحديات اقتصادية حيث تطلب تعويض العبيد المحررين السفر إلى لندن. شعر بعض البوير بأن بريطانيا تقوم بالتطفل عليهم، ففكروا في الانتقال إلى الداخل للعيش بشكل مستقل، بينما سعى آخرون، إلى المغامرة خارج حدود المستعمرة للحصول على فرص اقتصادية. ساهمت هذه العوامل في تزايد الاستياء بين البوير تجاه الحكم البريطاني في أواخر عشرينيات وأوائل ثلاثينيات القرن التاسع عشر.

## أثرها

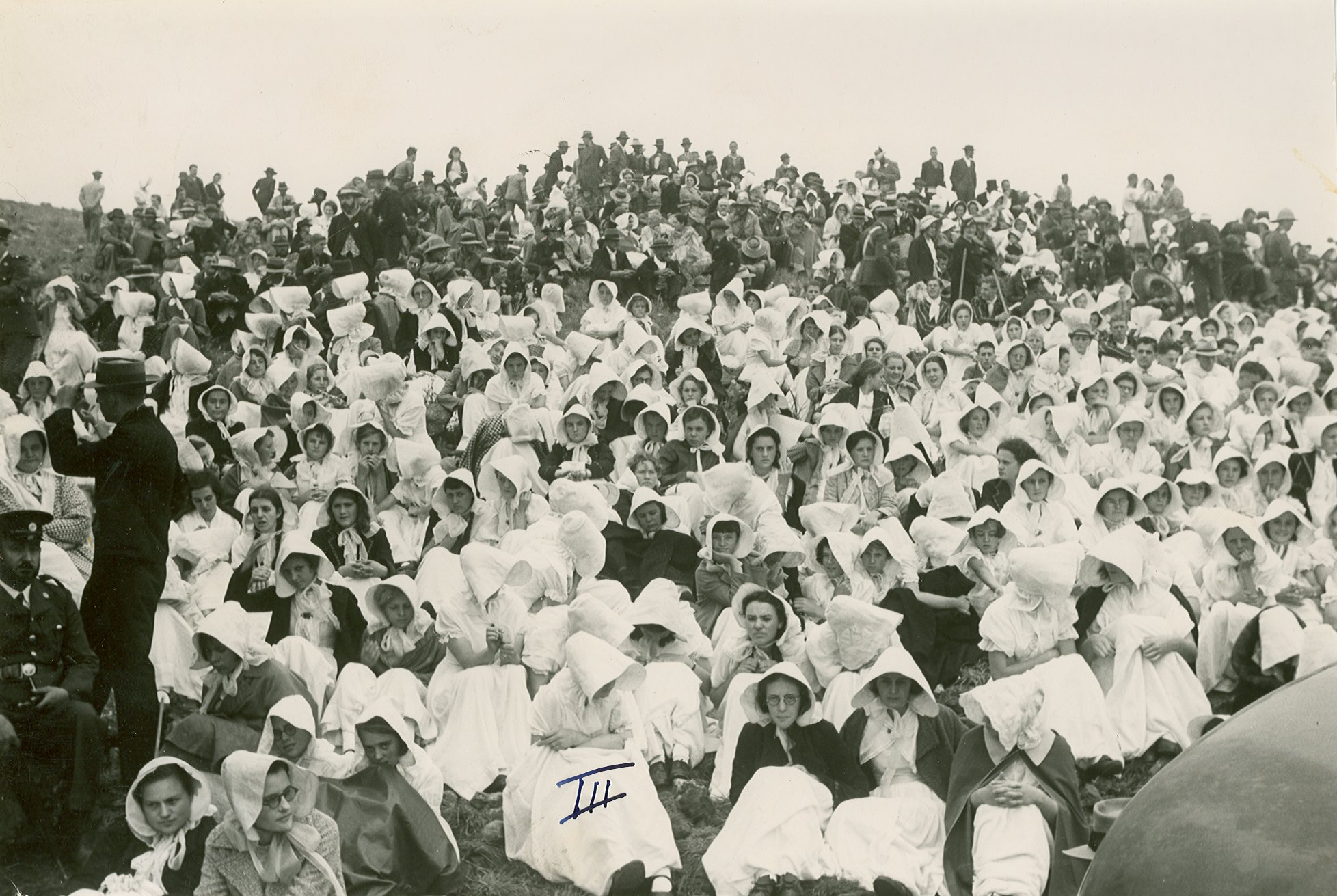
الهجرة الكبرى

كانت الهجرة الكبرى، حدثًا تاريخيًا مهمًا في جنوب إفريقيا خلال القرن التاسع عشر، وكان لها آثار عميقة ودائمة على المشهد الثقافي والسياسي للبلاد. نشأت الرحلة من الصراعات الداخلية بين المستوطنين الاوائل Voortrekkers، وعطلت التسلسل الهرمي الطبقي الحالي، مما أدى إلى انهيار التماسك الاجتماعي. واجه قادة الحركة، الذين يعتمدون الآن على الهياكل العائلية الأبوية والسمعة العسكرية، تحديات في الحفاظ على السيطرة على أحزابهم، مما ترك أثرًا دائمًا على الثقافة والمجتمع الأفريكاني.
وبالتقدم سريعًا إلى ثلاثينيات القرن العشرين، لعبت الاحتفالات بالذكرى المئوية للرحلة الكبرى دورًا محوريًا في تعزيز القومية الأفريكانية. ساهمت آثار حرب البوير الثانية ونقص النقاش العام حول الصراع من عام 1906 إلى عام 1934 في زيادة الاهتمام بالهوية الوطنية الأفريكانية. تضمنت الاحتفالات بالذكرى المئوية إعادة تمثيل الرحلة، واجتذبت أكثر من 100000 مشارك ومتفرج. تجلت هذه الحماسة في أشكال مختلفة، بدءًا من ارتداء ملابس Voortrekker إلى إعادة تسمية الشوارع، وإقامة المعالم الأثرية، وحتى تبني تقليد الشواء (طهي وجبات الطعام على نار مفتوحة).
أثار الاحتفال حماسة جماهيرية بين الأفريكانيين، حيث قامت منظمات مثل Afrikaner Broederbond و Afrikaanse Taal en Kultuurvereniging بالترويج لأهداف الذكرى المئوية للنهوض بقضية الأفريكانيين وتعزيز الوحدة داخل المجتمع حتى القرن العشرين.
ومن الناحية السياسية، أصبحت الرحلة الكبرى رمزًا أساسيًا للقوميين الأفريكانيين، حيث روجت لفكرة الأمة الأفريكانية وتتماشى مع مُثُل الحزب الوطني. احتشدت الاحتفالات بالذكرى المئوية في عام 1938 خلف أجندة قومية أفريكانية، مما ساهم في فوز الحزب الوطني في انتخابات عام 1948. عزز نصب فورتريكر التذكاري، الذي اكتمل بناؤه في عام 1949، أهمية الهجرة الكبرى.
وامتد التأثير إلى ما هو أبعد من الاحتفالات والآثار. استمرت رواية القومية الأفريكانية، المتجذرة في الرحلة الكبرى، مع النشيد الوطني لجنوب إفريقيا قبل عام 1994 الذي يضم قصيدة "Die Stem van Suid-Afrika"، وهي قصيدة تشير إلى الرحلة الكبرى. وحتى بعد انتهاء الفصل العنصري، استحضر الرئيس إف دبليو دي كليرك هذه التدابير باعتبارها رحلة عظيمة جديدة خلال انتقال البلاد إلى حكم الأغلبية. إن الإرث التاريخي للرحلة الكبرى، على الرغم من احتفال البعض به، يتميز بدوره في تشكيل السرد الذي ساهم في الظلم وأدى لاحقًا إلى تغذية نظام الفصل العنصري في جنوب إفريقيا، مما أثر على الأفارقة السود الأصليين الذين عانوا نتيجة لذلك.